# لوسي أي. سنايدر
لوسي أي. سنايدر (بالإنجليزية: Lucy A. Snyder)‏ (1971، تشارلستون في الولايات المتحدة)؛ روائية أمريكية. درست في جامعة إنديانا.